# Turisas
Turisas är ett finskt Folk-/Viking metal-band som bildades 1997 av Mathias Nygård och Jussi Wickström i den finska staden Tavastehus. Bandets namn kommer från sjöodjuret Iku-Turso i finsk mytologi, odjuret har också nämnts som möjlig krigsgud. Bandet hann ge ut en demo under namnet Köyliö innan man bytte till Turisas.
Turisas spelar en blandning av Folk- och power metal med vissa influenser av Symphonic Metal. Deras album "Battle Metal" har gett namn åt termen med samma namn som är en sorts synonym till Folk Metal. Dock räknas inte "Battle Metal" som en egentlig subgenre till Folk Metal utan mer som ett i folkmun använt uttryck. Bandets musikstil har en del likheter med band som Amon Amarth, Finntroll och Ensiferum. Främst då lyriken som ofta handlar om krig, ära, vikingar, finsk historia och andra episka teman.
Den 28 oktober år 2005 skadades bandets gitarrist Georg Laakso svårt i en bilolycka. I juli år 2006 meddelade bandet via sin webbplats att Georg Laakso bestämt sig för att sluta i bandet. Trots detta fortsatte bandet inspelningen av sin skiva "The Varangian Way" som släpptes år 2007. Jussi Wickström spelade alla gitarrstämmorna på det albumet.
I januariutgåvan av tidningen Terrorizer år 2007 avslöjade Mathias Nygård att bandets livemusiker Hannes Horma, Olli Vänskä, Janne Mäkinen och Antti Laurila blivit upptagna som permanenta medlemmar i bandet, men efter ett tag visade det sig att av Laurila och Mäkinen (som båda spelade dragspel) kom bara Mäkinen att bli permanent medlem. Den 19 februari samma år publicerade Antti Ventola ett meddelande på bandets webbplats rörande att han och bandet nu gått skilda vägar och att han slutat i bandet. Mathias Nygård fick spela keyboard på albumet "The Varangian Way" och till dess att bandet hittar en ny keyboardist används redan inspelade slingor live.
Inför bandets framträdande i Amsterdam i januari 2008 försvann Janne Mäkinen mystiskt. Han ersattes snabbt av Netta Skog som hjälpt bandet under deras turné i Europa året innan. Netta Skog har nu tagit över Mäkinens plats som permanent medlem i bandet.
Den 8 september 2011 meddelade Turisas via sin hemsida att Netta Skog och Hannes "Hanu" Horma hade beslutat att lämna bandet. Samtidigt meddelade Turisas att två nya medlemmar skulle ersätta de båda. Netta Skog ersattes av keyboardisten Robert Engstrand och Hannes "Hanu" Horma ersattes av Jukka-Pekka Miettinen.

## Medlemmar
Nuvarande medlemmar
- Mathias "Warlord" Nygård – sång, programmering (1999–), keyboard (2007–2012)
- Jussi Wickström – gitarr, bakgrundssång (1999–)
- Olli Vänskä – violin, bakgrundssång (2007–)
- Jesper Anastasiadis – basgitarr (2012–)
- Jaakko Jakku – trummor (2012–)

Tidigare medlemmar
- Tude Lehtonen – trummor, slagverk (1997–2012)
- Ari Kärkkäinen – gitarr (1999)
- Antti Ventola – keyboard (1999–2007)
- Sami Aarnio – basgitarr (1999)
- Georg Laakso – gitarr (1999–2006)
- Tino Ahola – basgitarr (1999–2001)
- Mikko Törmikoski – basgitarr (2001–2004)
- Janne "Lisko" Mäkinen – dragspel (2007–2008)
- Hannes "Hanu" Horma – basgitarr, bakgrundssång (2007–2011)
- Netta Skog – dragspel (2009–2011)
- Robert Engstrand – keyboard (2011–2014)

Turnerande medlemmar
- Riku Ylitalo – dragspel, keyboard (2004)
- Antti Laurila – dragspel (2004–2007)
- Janne "Lisko" Mäkinen – dragspel, bakgrundssång (2004–2007)
- Hannes "Hanu" Horma – basgitarr, bakgrundssång (2004–2007)
- Olli Vänskä – violin, bakgrundssång (2004–2007)
- Jaakko Kunnas – basgitarr (2010–2011)
- Jukka-Pekka Miettinen – basgitarr, bakgrundssång (2011–2012)
- Kasper Mårtenson – keyboard (2014–2019)
- Robert Engstrand – keyboard 2019–)
- Caitlin De Ville – violin (2019–)

## Diskografi
Demo
- Taiston Tie (1998) (som Köyliö)
- Promo (1999)

Studioalbum
- Battle Metal (2004)
- The Varangian Way (2007)
- Stand Up and Fight (2011)
- Turisas2013 (2013)

EP
- The Heart of Turisas (2001)

Singlar
- "Battle Metal" (2004)
- "To Holmgard and Beyond" (2007)
- "Rasputin" (2007)
- "Supernaut" (2010)
- "Stand Up and Fight" (2010)

DVD
- A Finnish Summer With Turisas (2008)

## Videografi
- Battle Metal (från albumet "Battle Metal", 2004)
- Rasputin (från singeln "Rasputin", 2007)